# Cymonomidae
Cymonomidae is een familie van kreeftachtigen uit de klasse van de Malacostraca (hogere kreeftachtigen).

## Geslachten
- Curupironomus Tavares, 1993
- Cymonomoides Tavares, 1993
- Cymonomus A. Milne-Edwards, 1880
- Cymopolus A. Milne-Edwards, 1880
- Elassopodus Tavares, 1993